# Bari Torre a Mare
Bari Torre a Mare (wł. Stazione di Bari Torre a Mare) – stacja kolejowa w Bari, w prowincji Bari, w regionie Apulia, we Włoszech. Znajduje się na linii Adriatica, w dzielnicy Torre a Mare. 
Według klasyfikacji RFI ma kategorię srebrną.

## Historia
Pierwotnie nazywana "Noicattaro" zmieniła nazwę na "Bari Torre Mare" w 1940 roku.

## Linie kolejowe
- Adriatica